# Aaron Doran
Aaron Brian Doran Cogan (Charleville, 13 maggio 1991) è un calciatore irlandese, centrocampista dello Strathspey Thistle.

## Carriera

### Blackburn Rovers
Dopo aver militato nelle giovanili del Blackburn, Doran ha firmato il suo primo contratto professionistico nel maggio del 2008. Ha esordito con il Blackburn in una partita ufficiale contro il Liverpool l'11 aprile 2009, disputando successivamente incontri contro il Manchester City il 2 maggio e contro il Chelsea il 17 maggio.
Il 5 ottobre 2009 è stato ceduto in prestito al 
MK Dons per un periodo di tre mesi e, il 22 febbraio 2010, è passato in prestito al Leyton Orient, club militante in Football League One, la terza divisione del campionato inglese.

### Inverness
Il 25 gennaio 2011, Doran viene ceduto in prestito all'Inverness per gli ultimi sei mesi della stagione. Esordisce il giorno successivo, subentrando all'82º minuto a Stuart Duff nella sconfitta per 2-0 sul campo dell'Aberdeen. Contribuisce poi in Coppa di Scozia fornendo due assist nella vittoria per 5-1 contro il Greenock Morton, partita valida per l'accesso ai quarti di finale. Il suo primo gol con la maglia dell'Inverness arriva nella partita pareggiata 3-3 contro il St. Mirren.
Il 13 luglio 2011, Doran si trasferisce a titolo definitivo all'Inverness.

## Palmarès

### Club

#### Competizioni nazionali
- Coppa di Scozia: 1

Inverness: 2014-2015
- Scottish Challenge Cup: 2

Inverness: 2017-2018, 2019-2020